# Грамбин
Грамбин (њем. Grambin) општина је у њемачкој савезној држави Мекленбург-Западна Померанија. Једно је од 54 општинска средишта округа Икер-Рандов. Према процјени из 2010. у општини је живјело 460 становника. Посједује регионалну шифру (AGS) 13062017.

## Географски и демографски подаци
Грамбин се налази у савезној држави Мекленбург-Западна Померанија у округу Икер-Рандов. Општина се налази на надморској висини од 3 метра. Површина општине износи 17,9 km². У самом мјесту је, према процјени из 2010. године, живјело 460 становника. Просјечна густина становништва износи 26 становника/km².